# Kanton Ruffec
Kanton Ruffec (fr. Canton de Ruffec) je francouzský kanton v departementu Charente v regionu Poitou-Charentes. Skládá se z 15 obcí.

## Obce kantonu
- Les Adjots
- Barro
- Bioussac
- Condac
- Couture
- Nanteuil-en-Vallée
- Poursac
- Ruffec
- Saint-Georges
- Saint-Gourson
- Saint-Sulpice-de-Ruffec
- Taizé-Aizie
- Verteuil-sur-Charente
- Vieux-Ruffec
- Villegats